# 오차노미즈 여자대학
오차노미즈 여자 대학(일본어: お茶の水女子大学 오차노미즈죠시다이가쿠[*], 영어: Ochanomizu University)은 도쿄도 분쿄구에 있는 일본의 국립 대학이다. 1949년에 설치되었다. 일본에서는 주로 ‘오차 여’(お茶女, 오차조), ‘오차대’(お茶大), ‘오차노미즈’(お茶の水) 등으로 약칭한다. 일본 최고의 국립 여자 대학이다.
학교 발상지 인근의 역명 또한 ‘오차노미즈’이지만, ‘御茶ノ水’로 표기한다. 학교 명칭에서는 머리의 ‘오’와 중간의 ‘노’를 히라가나로 표기한다.
1875년에 도쿄여자사범학교(東京女子師範学校)로 개교하여 1900년에는 도쿄여자고등사범학교(東京女子高等師範学校)가 되었다. 1949년에 국립학교설치법에 근거하여 새로 오차노미즈 여자 대학이 되었다.

## 연혁
- 1875년 도쿄 여자 사범 학교로서 개학.
- 1900년 도쿄 여자 고등 사범 학교로 개칭.
- 1949년 국립 학교 설치법으로 오차노미즈 여자 대학이 됨.

## 학부
- 문교육학부

- 인문과학과
- 언어문화학과
- 인문사회과학과
- 예술·표현행동학과

- 이학부

- 수학과
- 물리학과
- 화학과
- 생물학과
- 정보과학과

- 생활과학부

- 식물영양학과
- 인간·환경과학과
- 인간생활학과

## 진로
전통적으로 교직에 강하지만, 실질적으로는 IT업계에서부터 금융, 제조업, 공무원등 여러 분야에 진출하고 있다. 또한、학부전체에서 대학원에의 진학률이 30%를 넘기（이학부는 50%이상）때문에, 여자대학중에서는, 극히 대학원지향적이라고 할 수 있다.

## 부속교
부속교는 전부 오차노미즈여자대학의 캠퍼스내의 병설되어 있다.
- 오차노미즈여자대학부속 이즈미 보육원

2002년（헤이세이14년）창립된 보육원. 당초에는 교직원과 학생의 복리후생을 위한 보육원이었지만, 2005년에 유아 발달과정 연구시설로서 대학부속이 됐다. 실제로 유아를 맡아서 연구를 계속하는 대학원생도 있어서, 여자대학만의 시설이다.
- 오차노미즈여자대학부속 유치원

1876년（메이지9년）에 창립된 일본의 첫 유치원이다. 교육학자・倉橋惣三의 이론에 기초한 우수한 유아교육에 정평이 나있다.
- 오차노미즈여자대학부속 초등학교

1877년（메이지10년）창립。여대의 부속초등학교이지만, 남학생도 있는 남녀공학이다.
- 오차노미즈여자대학부속 중학교

1947년（쇼와22년）동경여자고등사범학교부속 고등여학교가 신제 중학교와 고등학교로 나뉘어 생긴 중학교다. 중학교까지는 남녀공학이다. 교보은 남자는 양복, 여자는 세라복에 교장벨트（통칭「오차중벨트」）부착한다.
- 오차노미즈여자대학부속 고등학교

1882년（메이지15년）창립。동경여자고등사범학교부속 고등여학교였던 시대부터「오차노미즈」의 통칭으로 전국에 알려진 명문여자고등학교. 학생수는 적지만, 지금도 동경대진학률은 전국 여자고등학교중에서 톱클래스이다. 오차노미즈여자대학과의 제휴에 의해, 오차노미즈여자대학으로의 내부진학（인원한정）및 대학의 수업을 수강할 수 있는 제도등이 있다.

대학의 교장이 오차노하나의 디자인인것에 연관되어, 중학・고교의 교장은, 여자고등사범 시대의 교장을 받아 이었다. 난, 국, 경의 디자인이다. 그외에, 난반, 국반, 매화반이라는 클래스명과 중학생의 세라복에 붙이는 벨트에 여자고등사범부속시절부터의 전통을 남겨두었다.
오차노미즈여자대학부속고등학교는, 1980년대 중반까지, 동경대합격자수로 전국의 여자고등학교의 톱이었다. 여기에 대신해서 현재까지 톱의 자리에 있는 桜蔭중학・고교는, 오차노미즈여자대학의 동창회인 벗나무그늘모임에 의해 설립된 사립학교로서, 지금도 교직원은 오차노미즈여자대학의 졸업생이 많다。이제껏 여자최고학부로서「배우자 또 배우자, 자 배우자」를 신조로서 오차노미즈의 교풍은, 지금도 현대에 이어 내려져오고 있다.